# Jean-Philippe de Tonnac
 (mars 2011).
Si vous disposez d'ouvrages ou d'articles de référence ou si vous connaissez des sites web de qualité traitant du thème abordé ici, merci de compléter l'article en donnant les références utiles à sa vérifiabilité et en les liant à la section « Notes et références ».
Pour les articles homonymes, voir Tonnac (homonymie).
Jean-Philippe de Tonnac est un romancier, essayiste et éditeur français.

## Biographie
Jean-Philippe de Tonnac a animé pendant près de dix ans les hors-série du Nouvel Observateur.
Il a été éditeur chez José Corti, Grasset et au Livre de Poche : il a rejoint en 2010 le comité éditorial de la Collection Bouquins. Il dirige chez Guy Trédaniel une collection dédiée aux romans. 
Pour mener à bien la conception et la direction de son Dictionnaire universel du pain (2010), Jean-Philippe de Tonnac a passé en 2007 un CAP de boulanger à l’École de Boulangerie et Pâtisserie de Paris.
Il a reçu le prix "Écritures et Spiritualités" en 2017 pour son roman "Azyme".
Il enseigne au Cordon Bleu à Paris. 

## Publications

### Essais et travaux critiques
- Qui vive ?, textes rassemblés en hommage à Julien Gracq, éd. José Corti, Paris, 1989
- Les Promenades de Herman Hesse, photos de Daniel Faure, Le Chêne, Paris, 1996
- Les Hauts Lieux sacrés de France, photos de Daniel Faure, Le Chêne, Paris, 1997
- [Biographie] René Daumal, l'archange, éd. Grasset, Paris, 1998
- Révérence à la vie, conversations avec Théodore Monod, éd. Grasset, Paris, 2002
- Anorexia, Enquête sur l'expérience de la faim, éd. Albin Michel, Paris, 2005
- La Révolution asexuelle : Ne pas faire l'amour, un nouveau phénomène de société[4], éd. Albin Michel, Paris, 2006,  (ISBN 2-226-17257-2)
- Bob Marley, Folio Biographies n°69, 2010 -  (ISBN 978-2-070-34239-6)
- Jean-Philippe de Tonnac (dir.) - Stephen Laurence Kaplan (intro.), Dictionnaire universel du pain, éd. Robert Laffont, coll. « Bouquins », Paris, 2010,  (ISBN 978-2-221-11200-7)
- Le cercle des guérisseuses, Guy Trédaniel, 2019 (prix ALEF 2020)
- Éloge de la vulnérabilité des hommes - Du masculin blessé au masculin sacré, éd. Guy Trédaniel, 2022,  (ISBN 978-2-8132-2754-6)
- Un été chez Umberto Eco, Paris, éd. Grasset, 2023,  (ISBN 978-2-246-83209-6)

### Romans
- Père des brouillards, Editions Fayard, 2002 Cf. la critique d'Olivier Pascault [5]
- Azyme, Actes sud, 2016

### Écrits en collaboration
- L'Occident en quête de sens, écrit en collaboration avec Catherine David (écrivain), préface de Jean Daniel, Éditions Maisonneuve et Larose|éd. Maisonneuve et Laros, Paris, 1996
- Égyptes. Anthologie de l'Ancien Empire à nos jours, écrit en collaboration avec Catherine David et Florence Quentin, Éditions Maisonneuve et Larose|éd. Maisonneuve et Larose, Paris, 1997
- Entretiens sur la fin des temps : Jean-Claude Carrière, Jean Delumeau, Umberto Eco, Stephen Jay Gould,  écrit en collaboration avec Catherine David et Frédéric Lenoir, Editions Fayard|éd. Fayard, Paris, 1998 (Le Livre de poche, 1999)
- Little Bang Le roman des commencements, écrit en collaboration avec Catherine David, Éditions Nil|éd. Nil, Paris, 1999
- Sommes-nous seuls dans l'univers ? : entretiens avec Jean Heidmann, Nicolas Prantzos, Hubert Reeves, Alfred Vidal Madjar, écrit en collaboration avec Catherine David et Frédéric Lenoir, Editions Fayard, 2000 (Le Livre de poche, 2002)
- Fou comme des sages, Scènes grecques et romaines, entretiens avec Roger-Pol Droit, Éditions du Seuil, 2002 (Points Poche, 2006)
- Sous le regard des dieux, entretiens avec Christiane Desroches-Noblecourt, écrit en collaboration avec Catherine David et Isabelle Franco, Éditions Albin Michel, Paris, 2003 ; (Le Livre de poche, 2009)
- La Mort et l'immortalité - Encyclopédie des savoirs et des croyances, codirigé avec Frédéric Lenoir, Bayard Presse|éd. Bayard, Paris, 2004
- Le Corps, un plaisir ou un poids ?, avec Jacques Fricker, Alain Houziaux, Didier Sicard, Édition de l'Atelier, Paris, 2006
- Cathares, la contre-enquête, avec Anne Brenon, Éditions Albin Michel, 2008  (espaces libres 2009)
- N'espérer pas vous débarrasser des livres, avec Umberto Eco et Jean Claude Carrière, Grasset 2009, Livre de poche 2010
- La France et son pain - Histoire d'une passion, entretiens avec Steven L. Kaplan, Albin Michel, coll. Itinéraires du savoir, 2010
- Les morts de notre vie, entretiens avec Christian Bobin, Edgar Morin, Catherine Clément, Daniel Mesguich, Amélie Nothomb, Philippe Labro, écrit en collaboration avec Damien Le Guay, Albin Michel 2016
- Le Boulanger de Cucugnan, avec Roland Feuillas, Actes sud, coll. Domaine du possible, 2017
- Célèbre la terre pour l'ange , anthologie de poèmes de Rainer Maria Rilke, avec Jeanne Wagner, Albin Michel, 2018
- Au jour du grand passage, que ferez-vous de votre corps ?, avec Michel Hulin, Le Bois d'Orion, 2018
- La sorcière de Jules Michelet, édition préparée par Jean Philippe de Tonnac, illustration de Gabriel Sanchez, Vega 2020